# 138 TCN
Năm 138 TCN là một năm trong lịch Julius. 